# Canistrum superbum
Canistrum superbum är en gräsväxtart som först beskrevs av Carl Lindman, och fick sitt nu gällande namn av Carl Christian Mez. Canistrum superbum ingår i släktet Canistrum och familjen Bromeliaceae. Inga underarter finns listade i Catalogue of Life.